# Simona Cavallari
Simona Cavallari (ur. 5 kwietnia 1971 w Rzymie) – włoska aktorka, laureatka Premio Flaiano dla najlepszej aktorki telewizyjnej w 2009.

## Kariera
Zadebiutowała w filmie telewizyjnym Colomba w reżyserii Giacomo Battiato w 1982. W 1984 wcieliła się w rolę Ester Rasi w serialu Ośmiornica. Rok później wystąpiła w nagrodzonym za muzykę Davidem di Donatello Sycylijskim łączniku w reżyserii Damiano Damianiego. W następnych latach występowała przede wszystkim w produkcjach telewizyjnych, m.in. w miniserialach (m.in. Karol Wielki). W 1994 wystąpiła w prezentowanym również w Polsce dramacie w reżyserii Marco Bellocchio i Massimo Fagioliego Sen motyla. W obrazie tym zagrała u boku Bibi Andersson i Roberto Herlitzki. W 1999 aktorka wystąpiła w nominowanym do nagrody David di Donatello za scenografię filmie w reżyserii Salvatore Mairy Miłość w lustrze. W kolejnych latach Cavallari występowała przede wszystkim w serialach telewizyjnych. Aktorka jest buddystką. Ze związku z piosenkarzem Danielem Silvestrim ma dwóch synów: Pabla Alberta i Santiago Ramona.